# Бернхем, Джеймс
Джеймс Бе́рнхем (Бе́рнем; англ. James Burnham; 22 ноября 1905, Чикаго — 28 июля 1987, Кент, Коннектикут) — американский философ, социолог и экономист, профессор Нью-Йоркского университета (1929—1953). Теоретик консерватизма.

## Биография
Окончил Баллиол-колледж Оксфордского университета. С 1929 — профессор философии Нью-Йоркского университета.
Став профессором университета, сотрудничал с различными радикальными журналами, вместе с Сиднеем Хуком участвовал в создании Американской рабочей партии. В 1934 выступал за её объединение с Коммунистической Лигой Америки (троцкистская). С этого времени некоторое время был другом Льва Троцкого.
До 1939 — один из лидеров американского троцкизма. Позже стал противником «марксистской философии» и «диалектического материализма».
Через несколько лет после исключения троцкистов из Социалистической партии Америки и создания Социалистической рабочей партии Бернхем организовывает раскол этой троцкистской группы, выступив вместе с Максом Шахтманом против теории Троцкого о СССР как деформированном рабочем государстве. Перешёл от троцкизма к правому консерватизму.
В 1941 году издал свою главную работу — «The Managerial Revolution» (на русском языке опубликована в 1954 году как «Революция директоров» в переводе Евгения Шугаева в эмигрантском издательстве «Посев»), в которой выдвинул идею о трансформации капитализма в «менеджериальное общество», власть в котором перейдет к новому классу управляющих (менеджеров, технократов).
Идеализируя реальный процесс отделения функций управления от функций владения, утверждает, что возникает новый господствующий класс организаторов (высшие инженеры и администраторы, управляющие), который не зависит от капиталистической собственности и способен управлять в интересах всего общества.
В 1947 году эта работа была переведена на французский язык под названием «Эра организаторов». Этот труд впоследствии стал манифестом Конгресса за свободу культуры (Association for Cultural Freedom), консервативную группу, полностью находившуюся под влиянием ЦРУ.
После Второй мировой войны — ведущий теоретик консерватизма. Враг марксизма, СССР и социалистических стран, страстный защитник Соединенных Штатов — единственного, по его мнению, заслона от «коммунистического варварства». Он заявлял: 

«Я выступаю против бомб, размещенных в Сибири или на Кавказе, направленных на уничтожение Парижа, Лондона, Рима, (…) и всей западной цивилизации (…), но я приветствую бомбы, размещенные в Лос Аламосе (…), которые в течение пяти лет являются защитой — единственной защитой — свобод Западной Европы».
В 1983 году президент США Рональд Рейган наградил его Президентской медалью Свободы.
В начале ноября 1978 года перенес инсульт. Умер от болезни почек и рака печени у себя дома в графстве Кент, штат Коннектикут 28 июля 1987 года.